# Por Favor
Por Favor é uma canção da cantora brasileira Wanessa Camargo como parte de seu nono album de estúdio Universo Invertido. Lançada em 18 de outubro de 2019 junto com o clipe.

## Vídeoclipe
O clipe foi lançado junto com a música em 18 de outubro de 2019. Com a dramatização da situação, a temática da música é um pouco inusitada: trata-se do desabafo de uma filha em meio às constantes brigas de seus pais. A canção foi inspirada na separação de Zezé di Camargo e Zilu Godó.
No clipe Wanessa dividida entre um homem e uma mulher, sem querer escolher um lado. A produção ainda conta com imagens reais da cantora durante sua infância. Na letra, ela se diz “cansada” com a situação e que queria ter o poder de mudar tudo usando a magia.